# Neustrelitz
Neustrelitz város Mecklenburg–Elő-Pomeránia déli részén.

## Földrajza
Neustrelitz a mecklenburgi tóvidék területén fekszik, nem messze Brandenburg határától, 75 méterrel a tenger szintje felett.

## Történelem
Strelitz nevét 1278-ban említik először. 1329-ben Streliz, 1349-ben Streltz, 1387-ben Streltze, 1389-ben Strelytze, 1389-ben Strelisse, 1395-ben Strelitze és 1732-ben Neuenstrelitz formában írták a nevét.
1701-től 1919-ig Neustrelitz a Mecklenburg-Strelitz hercegség fővárosa volt, utána 1933-ig a Mecklenburg-Sterlitzi Szabad Állam (Freistaat Mecklenburg-Strelitz) székvárosa.

## Testvérvárosok
- Rovaniemi (Finnország) (1963)
- Szczecinek (Lengyelország) (1987)
- Schwäbisch Hall (Baden-Württemberg, Németország) (1988)
- Csajkovszkij, Oroszország (1993)

## Fordítás
- Ez a szócikk részben vagy egészben a Neustrelitz című német Wikipédia-szócikk fordításán alapul.  Az eredeti cikk szerkesztőit annak laptörténete sorolja fel. Ez a jelzés csupán a megfogalmazás eredetét és a szerzői jogokat jelzi, nem szolgál a cikkben szereplő információk forrásmegjelöléseként.